# Cătăuți
Cătăuți – wieś w Rumunii, w okręgu Vrancea, w gminie Chiojdeni. W 2011 roku liczyła 279
mieszkańców.